# 約翰·布朗·戈登

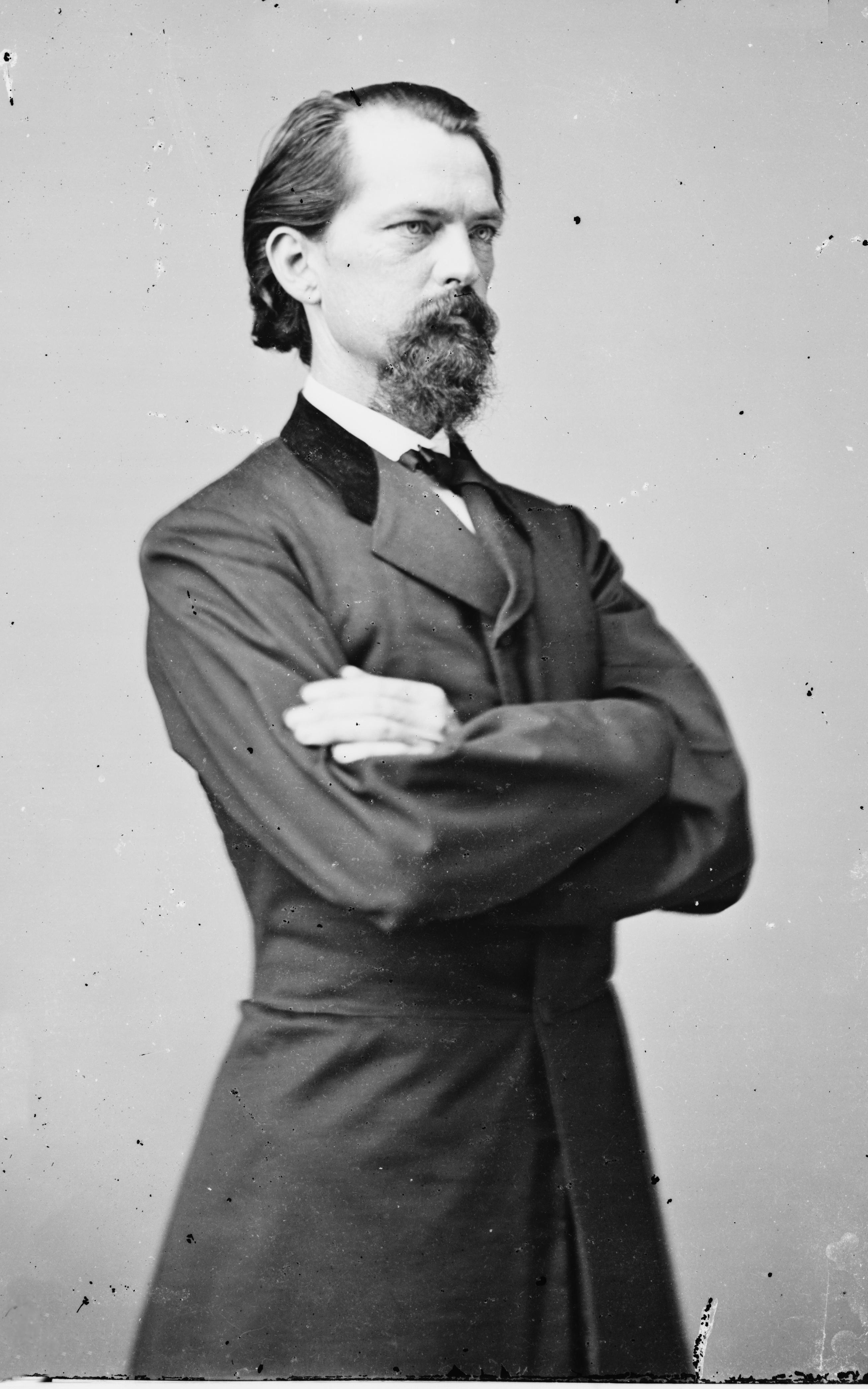
約翰·布朗·戈登

約翰·布朗·戈登（John Brown Gordon，1832年2月6日—1904年1月9日）是南北戰爭期間的邦聯將領，為李將軍的重要手下之一(特別是內戰末年)，亦是阿拉巴馬州的部隊中出色的指揮。戰後，戈登活躍於政界，曾擔當喬治亞州州長(1880年)和參議員(1873年)。

## 生平

### 戰前
1832年2月6日戈登生於喬治亞州阿普森郡中最大的一個種植園。在十二個孩子中戈登是第四個。他自小由父親Reverend Zachariah Herndon Gordon親自教育，後，1852年，戈登入讀鮑德溫縣米利奇維爾(Milledgeville)的法蘭克福書院(Franklin College)(即以後的喬治亞大學)，但不足一年就退了學，他亦沒有為此作任何解釋。
兩年後，戈登於阿特蘭大修讀法律，在得到Basil H. Overby和Logan E. Bleckley兩人的幫助下成功加入了律師團，可是一直沒有特別的成就。不過很快在拉格蘭治(La Grange)，他認識了十七歲的芬妮·哈拉爾森(Fanny Haralson)，並於1854年9月18日與之結婚。一星期後，芬妮的父親休·安德森·哈拉爾森(Hugh Anderson Haralson)病逝，芬妮遂與戈登返到阿特蘭大生活。
由於法律知識沒有多大的進步，戈陪一家遷至米利奇維爾定居，並在報館當了兩年新聞報導員。1856年3月，戈陪返回喬治亞州北部與父親生活，期間父子一起開設了大型礦產公司Castle Rock Coal Company，在喬治亞、阿拉巴馬和田納西州都有生意。
念念不忘法律的戈登在1860年前數年加入了民主黨，他深信奴隸制的重要性，故亦十分支持脫離聯邦。他主張白人要以黑人為奴；美國南方要自行決定如何利用其珍貴的institution("free hand to exploit its peculiar institution")。戈登亦大力支持向林肯總統挑戰的民主黨員約翰·布瑞肯里奇(John C. Breckinridge)。

### 戰時
當南軍以新式大砲轟薩姆特堡時，戈登仍在管理公司業務。林肯徵召大軍南下逼使戈登等人自願組織反抗力量。其妻子芬妮選擇緊緊跟隨戈登，把孩子交予親戚照料。

#### 內戰之始
1861年5月4日，戈登與一些自願兵組織了一個名為Raccoon Rroughs 的軍連，成員都來自山區。戈登被選為眾人的領導。此軍連加入了阿拉巴馬第六步兵團，它是邦聯軍隊中最大的步兵團之一。第六步兵團的另一個特點是其成員都戴上以莞熊皮造成的帽子，而非一般的灰帽。此兵團於1861年6月到達維吉尼亞州。同年冬天，戈登晉升為中校，是步兵團的指揮之一。他與眾人駐守於約克鎮，途中發生火車相撞，但多數人，包括芬妮，都相安無事。
戈登的首場戰事是七松坡之役，他指揮的軍旅在戰鬥時失去近6成人馬。他後來稱，此戰役是其中一次最血腥的戰爭經歷。戈登在莫爾文山之役中第一次受傷，炮彈的碎片令他短暫失明。

#### 沙斯堡之役
於沙斯堡之役，雖然聯邦的軍力為南軍的兩陪，但很多人包括戈登都認為南軍一定不會兵敗，因為他們選了一個易守難攻的地勢，再加上這一兩年來，喬治·麥克羅倫屢吃敗仗，未嘗一勝。戰役前夕，戈登曾向李將軍報告說：「這些人都會留在這裏，將軍，直到太陽沉下或勝利降臨。」(These men are going to stay here, General, till the sun goes down or the victory is won.)
戈登知道部下不會有機會進行單對單的肉搏戰；為了能予北軍一次的重大打擊，戈登告知部隊在敵軍接近前切勿開火。北軍則一直向南軍衝鋒，在南軍開火後始還擊，其中五顆子彈先後擊中戈登。起初他沒有立刻離開，因為仍能夠繼續說話和行走，但很快他就因第五顆子彈而差點昏了過去。此後數個月，戈登一直在休養。
雖戈登奇蹟復原，但他多數的部下都於沙斯堡陣亡，故他指揮的是另一支步兵團。他不久參與了錢斯勒斯維爾戰役，成功佔取瑪斯高地(Marze's Heights)。

#### 蓋茨堡之役
1863年5月6日，戈登晉升為淮將，指揮一軍旅。同月末，南軍部隊逐一渡河北上馬利蘭與賓州，戈登先後到過賓州的不少地方。他行軍時為了減低平民對南軍髒亂的身體與行為的厭惡和恐懼，他嚴令部下尊重平民的家園及財產，也許因此而有一位女孩為戈登帶來一束花和有關北軍去向的資料，使戈登打消了到蘭開斯特的念頭，向蓋茨堡進軍。
6月1日，戈登到達蓋茨堡的戰場上。戰事已進行了4至5小時，北軍的防線開始動搖。戈登到達時見到北軍第十一兵團的佛朗西斯·巴羅之部隊突出以佔得布羅瑟高地，遂派麾下之喬治亞旅發動正面攻擊。後來，杜勒斯的部隊支援戈登，使高地上的北軍陣腳大亂，巴羅則中槍倒地。此日，戈登麾下的傷亡數不足380；第十一兵團則完全崩潰，共損失3,200人。
戈登完成當天的任務後，在剛才的戰場上認出倒下的巴羅。他把巴羅安置於樹蔭下，給他一些水，就打算離去。巴羅連忙叫著戈登，要他拿去並燒掉他妻子的信件；且日後戈登若看到她，請代為轉告，她丈夫(巴羅)非常願意為國捐軀，而他死前一心只想著她(that her husband had died willingly in the service of his country, and that his last thoughts were of her)。戈登夜晚時就去了找住在不遠處的巴羅夫人。然後他向具伯·爾利和理查·尤爾兩人提出動用10,000人進行夜間突擊的建議，但不獲接受。

#### 內戰未年
南軍兵敗蓋茨堡後，戈登心知邦聯軍的敗局已定。他的部隊在以後的10個月都沒有參戰，但格蘭特發動的大型戰役他都有參與。
在莽原之役中，戈登擊敗了北軍陣線的中央，包圍他們，中途並沒有遇到甚麼阻撓，只有60人傷亡。
史波特斯凡尼亞郡府之役後，戈登計劃襲取斯特德曼堡，希望可以打破北軍包圍彼得斯堡的陣線。戰役中，南軍一舉擊敗敵人，俘獲1,000敵軍，但北軍的大反攻使南軍撤退時失去2,000多人。
在雪倫多亞會戰中，戈登戰績平平，無法挽救南軍的困局。
1865年，李將軍投降前，戈登是指揮北維吉尼亞軍團最後一擊的將領之一，他、隆史崔特和李將軍之侄子起初成功擊潰了北軍的兩道戰線，攻佔了一山坡。但到了山頂，他們就看到聯邦最少兩個兵團正逼近。李將軍的侄子率騎兵離開，留下戈登與隆史崔特阻擋敵軍。戈登最後寡不敵眾而去信予李將軍說，他們已經走投無路了。
根據約書亞·羅倫斯·張伯倫的自傳(The Passing of the Armies)，戈登投降時與部下神色黯然。這時，主持儀式的張伯倫示意北軍吹響喇叭，北軍立即以肩托槍，向南軍致意。戈登亦立即舉劍作回應，並要南軍都以肩托槍。
“我們這裡再沒有喇叭聲，擊鼓聲，歡呼聲，或是為勝利而發的虛榮耳語聲，或是任何在站立的人的動作；有的只是使人敬畏的肅靜，以及屏聲靜氣，彷彿這是亡者的passing！”
(On our part not a sound of trumpet more, nor roll of drum; not a cheer, nor word nor whisper of vain-glorying, nor motion of man standing again at the order, but an awed stillness rather, and breath-holding, as if it were the passing of the dead!)

### 戰後

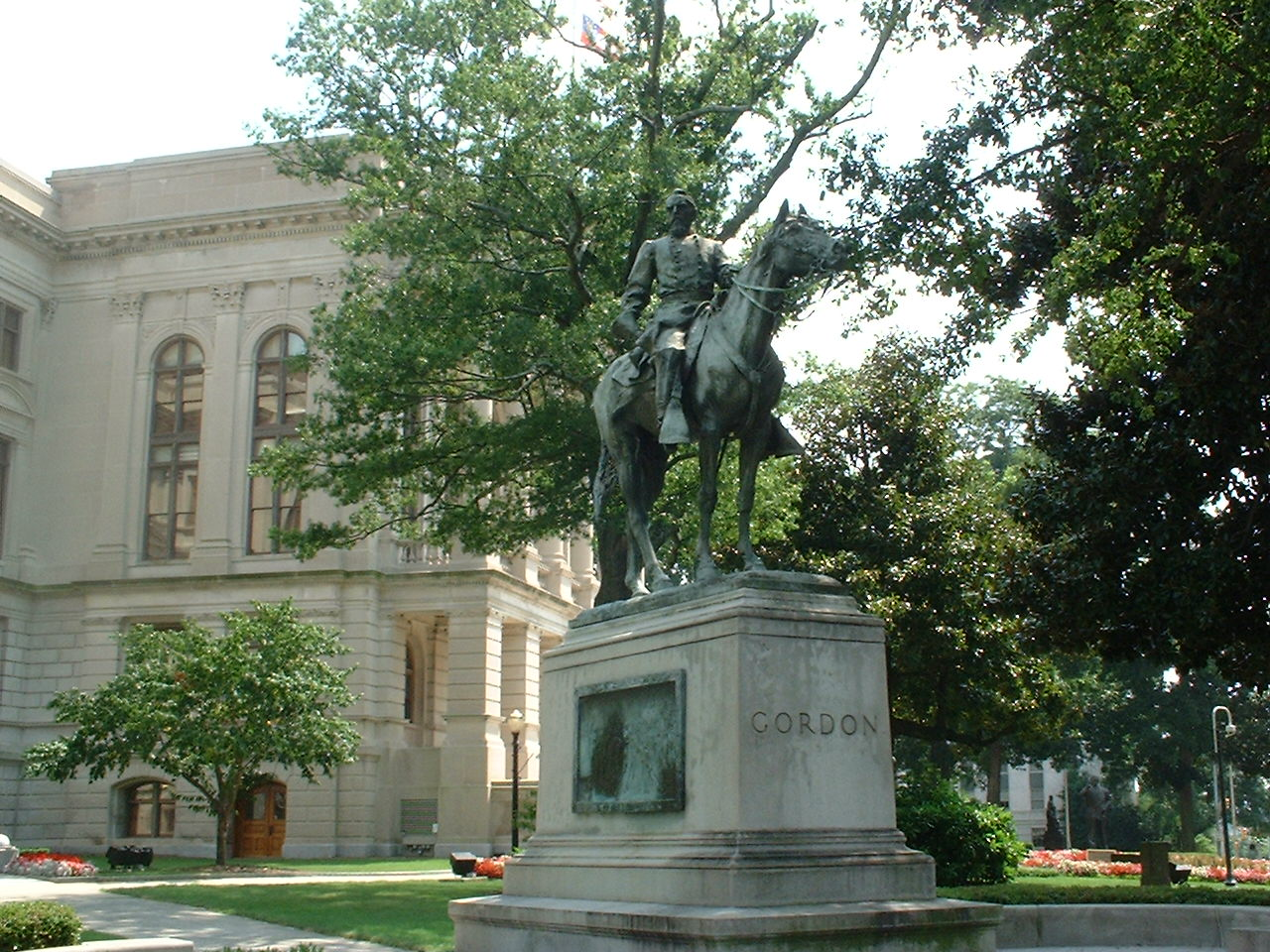
於Georgia State Capitol的戈登之墓

投降後，戈登返回彼得斯堡與妻子和三名孩子相會，然後遷回喬治亞州的阿特蘭大。他不再如昔日般鼓吹奴隸制，並致力為黑人興建學校和教堂，鼓勵黑人教育黑人。不過他始終不相信種族平等(racial equality)。
1867年，戈登的木材生意不成，失去近12,000美元，但不肯承認破產。於是以自己在戰事所獲的聲名去管理數間保險和印刷公司。
戈登戰後先後當上了州長(1886年)和參議員(1873年)。死於1904年1月9日。
戰後十五年，戈登在Clarkson Potter的家出席晚餐時重遇巴羅，兩人的友誼一直維持到1869年，巴羅去世。
1904年1月10日，戈登辭世。

## 外部連結
- http://home.alltel.net/ehallman/jbg.htm#Before%20the%20War （页面存档备份，存于）